# Felix Haspel
Felix Haspel (* 3. Oktober 1951 in Wien) ist ein österreichischer Bildhauer, Maler, Grafiker, Licht- und Textilkünstler.

## Leben und Wirken
Felix Haspel lehrte über 25 Jahre an der Akademie der bildenden Künste und am Institut für textiles Gestalten in Wien. Viele seiner Ideen für seine Werke schöpft er aus den Wüstenlandschaften Nordafrikas und Nordindiens, die er seit den 1980er Jahren mehrfach bereiste.
Als Textilkünstler kombiniert Haspel häufig die weichen Materialien mit harten metallischen Strukturen, wie beispielsweise Bronze.
Haspel lebt und arbeitet in Wien-Unterlaa.

## Ausstellungen (Auswahl)
- 2008 Flughafen Wien (Skulpturen)
- 2009 Ägyptische Botschaft, Wien
- 2010 RUHR 2010, Kulturhauptstadt
- 2011 art KARLSRUHE
- 2014 Skulpturen am Weingut, Leibnitz
- 2016 art KARLSRUHE
- 2016 Salzburger Kunstfestspiele